# علیرضا طبایی
علیرضا طبایی (۱۴ آذر ۱۳۲۳ – ۱۹ شهریور ۱۴۰۳) شاعر، ترانه‌سرا، روزنامه‌نگار و منتقد ادبی ایرانی بود.

## زندگی
علیرضا طبایی در ۱۴ آذر ۱۳۲۳ در شیراز به دنیا آمد. تحصیلات ابتدایی و متوسطه را در رشته ریاضی به پایان برد و در همان سال‌ها در زمینه ادبیات و روزنامه‌نگاری مقام اول را در سطح آموزشگاه‌های کشور کسب کرد.
سرایش شعر و همکاری با مطبوعات را از همان زمان آغاز کرد و اولین شعرش در سال ۱۳۳۷ در مجلهٔ سپید و سیاه منتشر شد. پس از آن، دیگر آثارش در صفحات شعر روزنامه‌ها، مجلات هفتگی و ماهنامه‌های ادبی از جمله: سخن، نگین، فردوسی، رودکی، تهران مصور، امید ایران، روشنفکر، زن روز، اطلاعات بانوان، کیهان، پیغام امروز و… به چاپ رسید.
طبایی در نیمه اول سال ۱۳۴۷ برای ادامه تحصیلات دانشگاهی راهی تهران شد و تا پایان عمر در این شهر اقامت گزید.

## تحصیلات
او در سال ۱۳۵۰ به دانشکده هنرهای دراماتیک راه یافت و در سال ۱۳۵۴ موفق به دریافت مدرک کارشناسی در رشته نمایشنامه‌نویسی شد.
در سال ۱۳۷۶ برای تحصیل در دوره کارشناسی ارشد در همان رشته وارد دانشکده هنر و معماری
دانشگاه آزاد اسلامی واحد تهران مرکز شد و در سال ۱۳۷۹ از پایان‌نامه خود دفاع کرد.

## مجموعه‌های شعر
- جوانه‌های پاییز؛ ۱۳۴۴ انتشارات پیروز - تهران
- از نهایت شب؛ ۱۳۵۰ انتشارات بامداد - تهران
- خورشیدهای آن سوی دیوار؛ ۱۳۶۰ انتشارات توس - تهران
- شاید گناه از عینک من باشد؛ ۱۳۸۵ انتشارات آیینه جنوب - تهران (کتاب برگزیده سال در دومین دوره جایزه شعر خبرنگاران).[۳]
- مادرم ایران؛ ۱۳۹۱ انتشارات شادان - تهران
- تندر اما ناگهانی‌تر؛ ۱۳۹۲ انتشارات آوای کلار - تهران
- تاک کهنسال و خوشه‌های صبح؛ ۱۴۰۱ انتشارات آرادمان - تهران
- عشق تو نمی‌میرد (مجموعه ترانه)؛ ۱۴۰۱ انتشارات آرادمان - تهران
- نانوشته‌های فصل باد؛ ۱۴۰۳ انتشارات بامداد نو - تهران

## ترانه‌سرایی
طبایی از سال ۱۳۴۸ به ترانه‌سرایی روی آورد و در طی چند سال، موفق به خلق ترانه‌های مشهور و ماندگاری شد که توسط خوانندگان مطرح ایرانی اجرا شده‌اند. از شاخص‌ترین این ترانه‌ها می‌توان به «طلسم آرزوها»، «کوچه میعاد»، «گل محبت»، «عشق تو نمی‌میرد»، «شهر فرنگه چشمات»، «مرد سرگردان»، «یاد آن شب‌ها»، «تنها با گل‌ها»، «دختر دریاها»، «آسمان آسمان»، «راز دل»، «نگاهم با نگاهت قصه‌ها داره» و… اشاره کرد. البته بسیاری از این ترانه‌ها با نام مستعار شهرام طبایی یا شهرام منتشر شده است. طبایی پس از چند سال، به دلیل فضای حاکم بر کار ترانه‌سرایی، دیگر اقبالی به ادامه این راه نشان نداد.

## روزنامه‌نگاری

آیین نکوداشت نیم قرن فعالیت ادبی علیرضا طبایی در خانه هنرمندان ایران، اسفند ۱۳۸۷

او فعالیت روزنامه‌نگاری را از سنین نوجوانی با روزنامه «پیام آسمانی» در شیراز آغاز کرد. مدتی بعد با چند تن از شاعران و نویسندگان صاحب‌نام این شهر، در انتشار مجله ادبی «دریا» همکاری کرد.
پس از ورود به تهران و اقامت در این شهر، از نیمه دوم سال ۱۳۴۷ مسوولیت اداره صفحات شعر و ادبیات هفته‌نامه جوانان امروز را بر عهده گرفت و در طول ۱۴ سال فعالیت در این مجله، به معرفی و انتشار آثار بسیاری از شاعران جوانی که بعدها به چهره‌های شناخته شده شعر معاصر تبدیل شدند، پرداخت.
در اواخر دهه چهل، مدیریت صفحات هنر و اندیشه روزنامه «پیغام امروز» را پذیرفت که این همکاری تا نیمه دهه پنجاه ادامه یافت.
همکاری با ماهنامه «فرهنگ و زندگی» وابسته به شورای عالی فرهنگ و هنر به مدت دوسال، عضویت در شورای نویسندگان «فصلنامه هنر» به مدت یکسال (به عنوان مأموریت اداری) و نیز اداره صفحات شعر مجله ادبی «رودکی» از دیگر فعالیت‌های مطبوعاتی اوست.

## تدریس
طبایی سال‌ها به امر تدریس ادبیات فارسی در بسیاری از دبیرستان‌ها و آموزشگاه‌های تهران از جمله دبیرستان علامه حلی (مرکز تیزهوشان) وابسته به سازمان ملی پرورش استعدادهای درخشان اشتغال داشته است.

## پژوهش‌های ادبی
- تأثیر مکان در هنر؛ شعر نیما و آتشی از نظر مکان در دو قطب متضاد است (ماهنامه نگین - سال چهارم اسفند ۱۳۴۷ شماره مسلسل ۴۶ ص ۱۹ تا ۲۱)
- کاوشی در هنر؛ انسان بودن، اولین خصیصه هنرمند می‌باشد (هفته‌نامه صبح امروز - ۱۲ آبان ۱۳۴۷ شماره مسلسل ۳۳۸ و ۱۹ آبان ۱۳۴۷ شماره مسلسل ۳۳۹)
- بررسی کارنامه شاعران امروز؛ سهراب سپهری، شاعری در قلمرو عرفان، در جستجوی رمز و راز حیات اما خواب‌زده (ماهنامه فرهنگ و زندگی - شماره ۲۵ و ۲۶ بهار و تابستان ۱۳۵۷ ص ۱۶۲ تا ۱۸۵)
- بررسی کارنامه شاعران امروز؛ محمد زهری، شاعری آرام، خلوت‌گزیده و تماشاگر (ماهنامه فرهنگ و زندگی - شماره ۲۷ و ۲۸ پاییز و زمستان ۱۳۵۷ ص ۲۶۷ تا ۲۹۵)
- خلاقیت و شبه خلاقیت (فصلنامه هنر - شماره نهم پاییز ۱۳۶۴ ص ۲۶۰ تا ۲۷۳)
- به بهانه انتشار مجموعه آثار نیما یوشیج؛ این زبان دل‌افسردگان است (فصلنامه هنر - شماره دهم زمستان ۱۳۶۴ و بهار ۱۳۶۵ ص ۳۸۸ تا ۴۰۹)

## پژوهش‌های دانشگاهی
- تاریخچه تئاتر و سیر تحولات آن در شیراز (پایان‌نامه دوره کارشناسی سال ۱۳۵۴–۱۳۵۵)
- بررسی تاریخچه و سیر تحولات نمایشنامه‌های منظوم در ایران (پایان‌نامه دوره کارشناسی ارشد سال ۱۳۷۸–۱۳۷۹)

## تجلیل از یک عمر شاعری
در مراسم پایانی شانزدهمین دوره جایزه شعر خبرنگاران از یک عمر فعالیت شعری علیرضا طبایی تجلیل و لوح تقدیر و تندیس این جایزه به فرزندش که به نمایندگی از پدر در این مراسم حضور داشت، اهدا شد.